# The Guilt of Janet Ames
The Guilt of Janet Ames é um filme noir estadunidense, dirigido por Henry Levin, baseado em uma história de Lenore Coffee, e estrelado por Rosalind Russell e Melvyn Douglas. Foi lançado em 6 de março de 1947, pela Columbia Pictures.

## Elenco
- Rosalind Russell ...Janet Ames
- Melvyn Douglas ...Smithfield Cobb
- Sid Caesar ...Samuel Weaver
- Betsy Blair ...Katie
- Nina Foch ...Susie Pearson
- Charles Cane ...Walker
- Harry von Zell ...Carter
- Bruce Harper ...Junior
- Arthur Space ...Nelson
- Richard Benedict ...Joe Burton
- Frank Orth ...Danny
- Hugh Beaumont ...Francis R. Merino (sem créditos)